# Kōshi Inaba
Kōshi Inaba (jap. 稲葉浩志 Inaba Kōshi), właściwie Hiroshi Inaba (jap. 稲葉博 Inaba Hiroshi) (ur. 23 września 1964 w Tsuyamie) – japoński wokalista, jeden z założycieli popularnego japońskiego zespołu rockowego B’z, który tworzy wraz z gitarzystą – Takiem Matsumoto. Na swoim koncie ma również pięć solowych albumów studyjnych.
Kōshi czerpie wpływy muzyczne z takich artystów jak: Deep Purple, Led Zeppelin, Aerosmith, Queen, Guns N’ Roses. Jako wokalistów szanuje Davida Coverdale’a, Roberta Planta, a w szczególności Stevena Tylera. Jest fanem Elvisa Presleya.
Jako wokalista dysponuje bardzo szeroką skalą głosu: od G2 do B5. Znany jest z tego, że potrafi znakomicie ją wykorzystywać, co czyni z niego bardzo dobrego wokalistę potrafiącego zaintrygować słuchacza. Ma doskonałą dykcję, świetnie wypada na koncertach na żywo. Jego umiejętności wokalne słyszalne są zwłaszcza na solowych płytach, np. Magma. W jego solowym dorobku mieszczą się także albumy: Peace of Mind oraz Shian.
Tematy, o jakich śpiewa, zawierają często kwestie społeczne, poruszają tematy wojny, pokoju, porzucenia, miłości i osamotnienia.
Podczas występów scenicznych jest na ogół bardzo aktywny na scenie: rozmawia z widownią, zachęcając do wspólnej zabawy. Na co dzień jednak jego usposobienie jest bardzo łagodne. Kōshi jest osobą raczej spokojną i małomówną, woli spędzać czas w samotności.
Ukończył studia na uniwersytecie w Jokohamie i ma uprawnienia nauczycielskie, a z wykształcenia jest matematykiem.

## Dyskografia

### Albumy
- Magma (jap. マグマ Maguma) (1997)[2]
- Shian (jap. 志庵) (2002)[2]
- Peace Of Mind (2004)[2]
- Hadou (2010)[2]
- Singing Bird (2014)[2]

Jako Inaba/Salas
- CHUBBY GROOVE (2017)[2]
- Maximum Huavo (2020)

### Single
- Tōku made (jap. 遠くまで) (16 grudnia 1998)[2]
- KI (11 czerwca 2003)[2]
- Wonderland (14 lipca 2004)[2]
- Okay (23 czerwca 2010)[2]
- Hane (jap. 羽) (13 stycznia 2016)[2]

#### Digital Exclusive Singles
- Nensho (jap. 念書) (26 lutego 2014)[2]
- Nakinagara (jap. 泣きながら) (26 marca 2014)[2]
- Stay Free (23 kwietnia 2014)[2]
- Saturday (30 lipca 2014)[2]
- Yellow (24 sierpnia 2016)[2]